# Dabolé
Dabolé est une localité du département de Guéguéré, dans la province d’Ioba (région du Sud-Ouest) au Burkina Faso. En 2006, cette localité comptait 331 habitants dont 48.6% de femmes.